# Császártöltés, Bács-Kiskun
Császártöltés este un sat în districtul Kiskőrös, județul Bács-Kiskun, Ungaria, având o populație de 2.467 de locuitori (2011). 

## Demografie
Componența etnică a satului Császártöltés
     Maghiari (67,44%)
     Germani (32,02%)
     Necunoscut (0,1%)
     Alții (0,44%)
Componența confesională a satului Császártöltés
     Romano-catolici (65,22%)
     Fără religie (6%)
     Reformați (3,49%)
     Necunoscută (24,08%)
     Alte religii (1,5%)
Conform recensământului din 2011, satul Császártöltés avea 2.467 de locuitori. Din punct de vedere etnic, majoritatea locuitorilor (67,44%) erau maghiari, cu o minoritate de germani (32,02%). Apartenența etnică nu este cunoscută în cazul a 0,1% din locuitori.  Din punct de vedere confesional, majoritatea locuitorilor (65,22%) erau romano-catolici, existând și minorități de persoane fără religie (6,0%) și reformați (3,49%). Pentru 24,08% din locuitori nu este cunoscută apartenența confesională.